# Desenvolupament cognitiu
El desenvolupament cognitiu és el procés pel qual un nen aprèn a conèixer l'entorn i com això afecta el seu cervell i les connexions neuronals que s'hi estableixen. Aquest desenvolupament permet tractar amb conceptes com el nombre, l'espai, el llenguatge, l'autoconsciència, la relació d'idees i la percepció de l'altre.
El principal teòric és Jean Piaget, que divideix aquest desenvolupament en 4 estadis: l'estadi sensorial, que està dividit en sis subestadis: exercici dels reflexos (0-1 mes), esquemes simples (1-4 mesos), descobriments de procediments (4-8 mesos), conducta intencional (8-12 mesos), descobriment per experimentació (12-18 mesos) i representació mental (18-24 mesos) i en aquest, l'infant aprèn a relacionar-se amb el medi mitjançant els sentits i les habilitats motores; l'estadi preoperacional, que abasta des dels 2 fins als 7 anys i, l'infant utilitza el pensament simbòlic per entendre el món. A més a més, és capaç d'operar amb conceptes i representacions no immediates; l'estadi operacional concreta que es desenvolupa entre els 7 i els 11 anys i, l'infant comença a entendre i aplicar operacions o principis lògics de forma objectiva i racional i; l'estadi operacional formal, que és aproximadament a partir dels 11/12 anys i, els adolescents ja tenen la capacitat de pensar de manera abstracta i raonar de forma analítica. Adquireixen el raonament adult en una progressiva abstracció i pluralitat de punts de vista.
Aquest camp d'estudi relaciona disciplines com l'educació, la psicologia, la neurociència i la biologia. S'ha intentat extrapolar a altres àrees, com l'anàlisi de l'evolució de la fe.